# Thomas Jacobsen
Thomas Jacobsen (13 de septiembre de 1972) es un deportista danés que compitió en vela en la clase Soling. 
Participó en los Juegos Olímpicos de Sídney 2000, obteniendo una medalla de oro en la clase Soling (junto con Jesper Bank y Henrik Blakskjær).
Ganó una medalla de plata en el Campeonato Mundial de Soling de 1994 y dos medallas de oro en el Campeonato Europeo de Soling, en los años 1995 y 2000.

## Palmarés internacional
| \| Juegos Olímpicos \| Juegos Olímpicos \| Juegos Olímpicos \| Juegos Olímpicos \| \| Año \| Lugar \| Medalla \| Clase \| \| ------------------ \| --------------------- \| ---------------- \| ---------------- \| \| 2000 \| Sídney (Australia) \| Medalla de oro \| Soling \| \| Campeonato Mundial \| \| \| \| \| Año \| Lugar \| Medalla \| Clase \| \| 1994 \| Helsinki (Finlandia) \| Medalla de plata \| Soling \| \| Campeonato Europeo \| \| \| \| \| Año \| Lugar \| Medalla \| Clase \| \| 1995 \| Marstrand (Suecia) \| Medalla de oro \| Soling \| \| 2000 \| La Rochelle (Francia) \| Medalla de oro \| Soling \| |                       |                  |        |
| Juegos Olímpicos |                       |                  |        |
| Año | Lugar                 | Medalla          | Clase  |
| 2000 | Sídney (Australia)    | Medalla de oro   | Soling |
| Campeonato Mundial |                       |                  |        |
| Año | Lugar                 | Medalla          | Clase  |
| 1994 | Helsinki (Finlandia)  | Medalla de plata | Soling |
| Campeonato Europeo |                       |                  |        |
| Año | Lugar                 | Medalla          | Clase  |
| 1995 | Marstrand (Suecia)    | Medalla de oro   | Soling |
| 2000 | La Rochelle (Francia) | Medalla de oro   | Soling |